# Токсугун
Токсугу́н (кор. 덕수궁, ханча 德壽宮) — обнесённый стеной дворцовый комплекс в Сеуле, Южная Корея. Построен для членов чосонской королевской семьи в XVI—XVII вв. Один из пяти «больших дворцов Сеула».

## История
Токсугун изначально был резиденцией принца Вольсана, старшего брата вана Сонджона. Эта резиденция стала королевским дворцом во время Имджинской войны, когда остальные большие дворцы были сожжены японцами. Ван Сонджон был первым из ванов Чосона, кто поселился во дворце. Ван Кванхэ-гун был коронован в Токсугуне в 1608 году, после чего дворец получил название Кёнунгун. После того, как в 1618 году резиденция ванов была перенесена в заново отстроенный Чхандоккун, Токсугун использовался в качестве второстепенного дворца и на следующие 270 лет получил название Согун (Западный дворец).
В 1897 году после того, как императору Коджону пришлось спасаться от японцев в русском посольстве, расположенном рядом с Токсугуном, он вернулся в Согун и назвал его снова Кёнунгуном. Следующий император Кореи, Сунджон вернул Токсугуну прежнее название.